# Ennio De Giorgi
Ennio De Giorgi, né le 8 février 1928 à Lecce et mort le 25 octobre 1996 à Pise, est un mathématicien italien, célèbre pour ses travaux sur les équations aux dérivées partielles et les fondements des mathématiques.

## Biographie
Ennio De Giorgi est issu de la famille Giorgi (it), une famille noble de l'ancienne République de Raguse. Après un baccalauréat classique (« maturité ») au lycée Giuseppe Palmieri de Lecce, il entreprend en 1946 des études d'ingénieur à Rome. Il est néanmoins encouragé par Mauro Picone à s'inscrire au cours de laurea de mathématiques dans la même faculté, où il obtient son titre en 1950.
Ses premiers travaux concernent la théorie géométrique de la mesure. Il avait entendu pendant ses études une conférence à ce sujet de Renato Caccioppoli. Parmi ses principales contributions, il y a une définition précise de la frontière des ensembles de Borel et ses travaux sur les surfaces minimales (en partie en collaboration avec Enrico Bombieri).
En 1955, il donne pour la première fois un exemple de non-unicité du problème de Cauchy dans des équations aux dérivées partielles linéaires paraboliques avec coefficients réguliers.
Il devient célèbre dans le monde scientifique lorsque, en 1957, il donne les dernières briques permettant de résoudre le dix-neuvième problème de Hilbert, à savoir si les équations aux dérivées partielles elliptiques à coefficients analytiques ont toujours des solutions analytiques. Ce problème a été résolu aussi en même temps et de façon indépendante par John Nash. Pour cela, il démontre que toute solution d'une équation différentielle elliptique du second ordre à coefficients bornés est Hölder-continue. Avec Lamberto Cattabriga (it), il montre en 1971 l'existence de solutions analytiques aux équations aux dérivées partielles avec coefficients constants en deux dimensions.
En 1958, il obtient une chaire d'analyse mathématique auprès de l'université de Messine, mais l'année suivante il est appelé pour enseigner à l'école normale supérieure de Pise, où il passe le restant de sa vie.
En 1960, il démontre la régularité des surfaces minimales dans un grand nombre de cas. Il généralise un théorème de Bernstein : dans un espace euclidien de dimension inférieure à 8, une surface minimale qui est le graphe d'une fonction est en fait un hyperplan. Il prouve en outre avec Enrico Bombieri et Enrico Giusti que c'est faux en dimension supérieure.
En 1973, il donne une contribution essentielle au calcul des variations avec l'introduction de la Γ-convergence, une notion spéciale de convergence pour les fonctionnelles, qui peut s'appliquer à de nombreux problèmes, comme la réduction de dimensions ou le passage de modèles discrets (atomiques) à des modèles continus en physique. Avec Ferruccio Colombini et Sergio Spagnolo, il démontre en 1978-1979 l'existence de solutions pour les équations aux dérivées partielles hyperboliques à coefficients analytiques et donne un exemple de non-existence de solution dans le cas de coefficients non analytiques.
Dans les années 1980, il s'occupe plus intensément des applications de la théorie géométrique de la mesure. Il introduit l'espace des fonctions SBV, qui sont des fonctions spéciales à variation bornée. Il démontre en collaboration avec Michele Carriero et Antonio Leaci l'existence de solutions faibles de la fonctionnelle Mumford-Shah dans l'espace SBV. Cette fonctionnelle, introduite par David Mumford et Jayant Shah, a une signification considérable dans le traitement d'images.
Il s'occupe activement de ses étudiants. Ses élèves comprennent Giovanni Alberti, Luigi Ambrosio, Andrea Braides (en), Giuseppe Buttazzo, Gianni Dal Maso et Paolo Marcellini (en).

## Opinions et engagements
En plus d'être un grand mathématicien, Ennio De Giorgi avait une grande humanité et était investi dans la société de son temps.
Il était disponible pour qui avait besoin de conseils, de temps ou d'aide financière. Homme de foi, il a beaucoup réfléchi sur les rapports entre science et foi et a enseigné de 1966 à 1973 une fois par an à l'université d'Amasra en Érythrée dirigée par des nonnes.
Il s'est notamment investi dans la défense des droits de l'Homme. Sociétaire d'Amnesty International depuis les années 1970, il s'est activé pour la libération d'autres mathématiciens, parmi lesquels le russe Léonide Pliouchtch et l'uruguayen José Luis Massera.

## Récompenses et hommages
Ennio De Giorgi a reçu de nombreux et prestigieux prix, parmi lesquels, en 1960, le prix Caccioppoli de l'union mathématique italienne pour ses travaux sur le problème de Cauchy. En 1973, il obtient le prix du président de la République de l'académie des Lyncéens. En 1990, il reçoit à Tel Aviv le prix Wolf.
Il a été membre, parmi d'autres, de l'académie des Lyncéens, de l'Académie pontificale des sciences, et, à partir de 1995, de l'Académie des sciences française et de l'Académie nationale des sciences américaine.
John Nash a participé aux funérailles d'Ennio De Giorgi, avec qui il avait instauré un rapport d'amitié.
Le centre de recherche mathématique de l'École normale supérieure de Pise porte son nom.

## Publications (liste partielle)

### Articles scientifiques
- (it) Ennio De Giorgi, « Definizione ed espressione analitica del perimetro di un insieme », Atti della Accademia Nazionale dei Lincei, Rendiconti della Classe di Scienze Fisiche, Matematiche e Naturali, 8e série, vol. 14,‎ 1953, p. 390 à 393 (MR 0056066, zbMATH 0051.29403), la première note qu'il a publiée sur son approche des ensembles de Cacciopoli (en).
- (it) Ennio De Giorgi, « Su una teoria generale della misura (r-1)-dimensionale in uno spazio ad r dimensioni », Annali di Matematica Pura ed Applicata, iV, vol. 36, no 1,‎ 1954, p. 191 à 213 (DOI 10.1007/BF02412838, MR 0062214, zbMATH 0055.28504, lire en ligne), le premier exposé complet de son approche des ensembles de Caccioppoli.
- (it) Ennio De Giorgi et Luigi Ambrosio, « Un nuovo tipo di funzionale del calcolo delle variazioni », Atti della Accademia Nazionale dei Lincei, Rendiconti della Classe di Scienze Fisiche, Matematiche e Naturali, 8e série, vol. 82, no 2,‎ 1988, p. 199 à 210 (MR 1152641, zbMATH 0715.49014, lire en ligne), le premier article sur les fonctions SBV et les problèmes variationnels liés.
- avec Enrico Bombieri, Mario Miranda Una maggiorazione a priori relativa alle ipersuperfici minimale non parametriche, Archive for Rational Mechanics and Analysis, vol 32, 1969, pp. 255–267.

### Conférences
- (it) Ennio De Giorgi, « Problemi variazionali con discontinuità libere : Convegno internazionale in memoria di Vito Volterra (8–11 ottobre 1990) », Atti dei Convegni Lincei, Rome, Accademia Nazionale dei Lincei, vol. 92,‎ 1992, p. 39–76 (ISSN 0391-805X, MR 1783032, zbMATH 1039.49507, lire en ligne), une vue d'ensemble sur les problèmes variationnels avec discontinuités libres, y compris des détails sur la théorie des fonctions SBV, leurs applications et une riche bibliographie.

### Ouvrages
- (it) Ennio De Giorgi, Ferruccio Colombini et Livio Piccinini, Frontiere orientate di misura minima e questioni collegate, Pise, Edizioni della Normale, coll. « Quaderni », 1972 (MR 493669, zbMATH 0296.49031), p. 180, un texte avancé, orienté vers la théorie des surfaces minimales dans un cadre multi-dimensionnel.
- (en + it) Ennio De Giorgi, Selected papers, Berlin–Heidelberg–New York, Springer Verlag, 2006, 888 p. (ISBN 978-3-540-26169-8, MR 2229237, zbMATH 1096.01015, lire en ligne), un choix de travaux scientifiques de De Giorgi, y compris une biographie, une bibliographie et des commentaires de Luis Caffarelli et d'autres mathématiciens.

### Crédits de traduction
- (de) Cet article est partiellement ou en totalité issu de l’article de Wikipédia en allemand intitulé « Ennio de Giorgi » (voir la liste des auteurs).

- (en) Cet article est partiellement ou en totalité issu de l’article de Wikipédia en anglais intitulé « Ennio de Giorgi » (voir la liste des auteurs).

- (it) Cet article est partiellement ou en totalité issu de l’article de Wikipédia en italien intitulé « Ennio De Giorgi » (voir la liste des auteurs).